# Gaasterland-Sloten
Gaasterland-Sloten – była gmina w Holandii, w południowo-zachodniej Fryzji. Powierzchnia 209,29 km² z czego 114,06 km² to woda. Liczba ludności 10 264, stan na 2008. Siedzibą gminy był Balk. Gmina została w 2014 r. włączona do nowo utworzonej gminy De Friese Meren.
Gmina znana głównie z dużych obszarów leśnych, które stanowią atrakcję dla turystów.